# Manuel Vicent

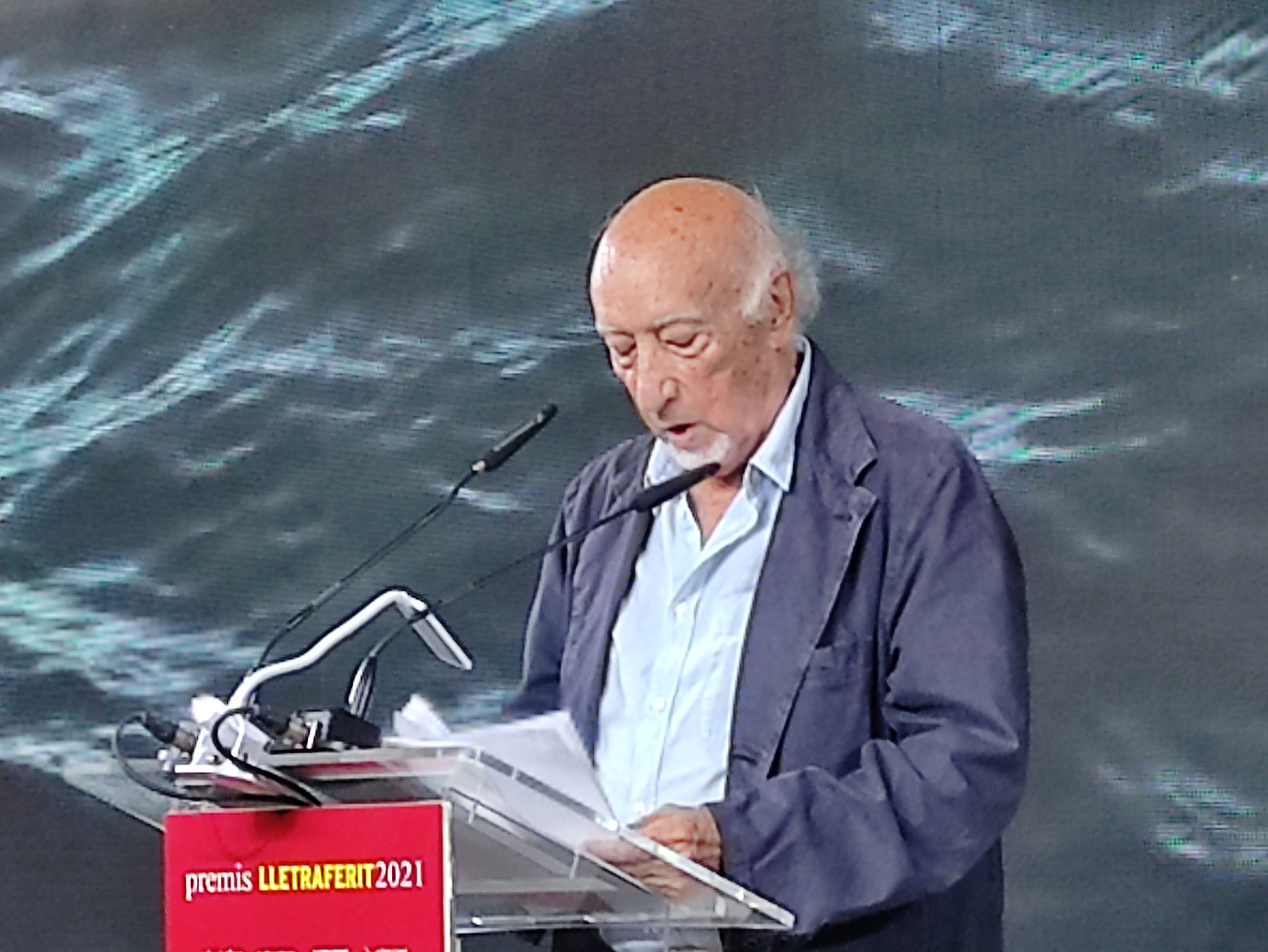
Manuel Vicent

Manuel Vicent (* 10. März 1936 in Villavieja, Provinz Castellón, Spanien) ist ein spanischer Journalist und einer der bedeutendsten Dichter Spaniens.
Nach dem Studium der Rechtswissenschaften und Philosophie an der Universität Valencia führte ihn das Studium des Journalismus an die Escuela Oficial nach Madrid. Dort erschienen seine ersten politischen Schriften, unter anderem in Hermano lobo y Triunfo und in der mittlerweile aufgelösten Tageszeitung Madrid. Später schrieb er für El País. In deren Sonntagsbeilage erschien 1979 unter seinem Namen eine Porträtreihe über 47 Schlüsselfiguren der spanischen Transition – der Übergangsphase vom Franquismus zu einer westlichen Demokratie.
Zu seinem Bekanntheitsgrad trugen neben seinen journalistischen Arbeiten ebenfalls seine Romane, Theaterstücke, Erzählungen, Reiseberichte, Gastronomiekritiken, Interviews und literarische Porträts bei. Seine Romane Der Gesang der Wellen und Tranvía a la Malvarrosa wurden von Bigas Luna und José Luis García Sánchez verfilmt.

## Werke
- García Lorca. Ediciones y Publicaciones Españolas, 1969, ISBN 84-7067-136-7.
- Hágase demócrata en diez días. AQ. 1976, ISBN 84-7388-037-4.
- El anarquista coronado de adelfas. Destino, Barcelona 1979, ISBN 84-233-0993-2.
- Ángeles o neófitos. Destino, Barcelona 1980, ISBN 84-233-1048-5.
- Retratos de la transición. Penthalon, Madrid 1981, ISBN 84-85337-38-7. Porträtreihe über 47 Schlüsselfiguren der spanischen Transition in der Sonntagsbeilage von El País
- Inventario de otoño. Debate, Barcelona 1983, ISBN 84-7444-064-5.
- Crónicas parlamentarias. Ediciones Libertarias-Prodhufi, San Lorenzo de El Escorial 1984, ISBN 84-85641-38-8.
- Daguerrotipos. Debate, Barcelona 1984, ISBN 84-7444-140-4.
- La carne es yerba. Ediciones El País, Madrid 1985, ISBN 84-85371-16-X.
- Ulises, tierra adentro. Ediciones El País, Madrid 1986, ISBN 84-86459-06-0.
- Balada de Caín. Destino, Barcelona 1987, ISBN 84-233-1537-1.
- Arsenal de balas perdidas. Anagrama, Barcelona 1988, ISBN 84-339-2513-X.
- Por la ruta de la memoria. Destino, Barcelona 1992, ISBN 84-233-2141-X. Reiseberichte veröffentlicht in El País
- A favor del placer. Aguilar, Madrid 1993, ISBN 84-03-59312-0.
- Contra Paraíso. Destino, Barcelona 1993, ISBN 84-233-2259-9.
- Crónicas urbanas. Debate, Barcelona 1993, ISBN 84-7444-720-8.
- Pascua y naranjas. Alfaguara, Madrid 1993, ISBN 84-233-2263-7.
- La escritura (poesía), Valencia, Antojos, 1993, ISBN 84-86753-06-6.
- Del café Gijón a Ítaca. Aguilar, Madrid 1994, ISBN 84-03-59476-3.
- Borja Borgia. Destino, Barcelona 1995, ISBN 84-233-2451-6.
- No pongas tus sucias manos sobre Mozart. Debate, Barcelona 1995, ISBN 84-7444-090-4.
- Los mejores relatos. Alfaguara, Madrid 1997, ISBN 84-204-8245-5.
- Tranvía a la Malvarrosa. Alfaguara, Madrid 1997, ISBN 84-204-8128-9.
- Las horas paganas. Alfaguara, Madrid 1998, ISBN 84-204-8248-X.
- Jardín de Villa Valeria. Alfaguara, Madrid 1999, ISBN 84-204-3089-7.
- Son de mar. Alfaguara, Madrid 1999, ISBN 84-204-4190-2.
- Espectros. Ediciones El País, Madrid 2000, ISBN 84-03-09201-6.
- La muerte bebe en vaso largo. Destino, Barcelona 2000, ISBN 84-233-2157-6.
- Antitauromaquia. Aguilar, Madrid 2001, ISBN 84-03-09245-8.
- La novia de Matisse. Alfaguara, Madrid 2001, ISBN 84-204-4212-7.
- El azar de la mujer rubia. Alfaguara, Madrid 2002, ISBN 84-204-6559-3.
- Otros días, otros juegos. Alfaguara, Madrid 2002, ISBN 84-204-5100-2.
- Cuerpos sucesivos. Alfaguara, Madrid 2003, ISBN 84-204-6559-3.
- Nadie muere la víspera. Alfaguara, Madrid 2004, ISBN 84-204-0171-4.
- Retratos. Aguilar, Madrid 2005, ISBN 84-03-09615-1.
- Verás el cielo abierto. Alfaguara, Madrid 2005, ISBN 84-204-6885-1.
- Comer y beber a mi manera. Alfaguara, Madrid 2006, ISBN 84-204-7103-8.
- mit Roberto Sánchez Terreros und Pedro Tabernero de la Linde, Todos los olivos. (poesía). Grupo Pandora, Sevilla 2006
- El cuerpo y las olas. Alfaguara, Madrid 2007, ISBN 978-84-204-7264-5.
- León de ojos verdes. Alfaguara, Madrid 2008, ISBN 978-84-204-7462-5.
- Póquer de ases. Alfaguara, Madrid 2009, ISBN 978-84-204-0529-2.
- Aguirre, el magnífico. Alfaguara, Madrid 2011, ISBN 978-84-204-0629-9.
- Mitologías. Alfaguara, Madrid 2012, ISBN 978-84-204-0224-6.
- El azar de la mujer rubia. Alfaguara, Madrid 2013, ISBN 978-84-204-1316-7.
- Desfile de ciervos. Alfaguara, Madrid 2015, ISBN 978-84-204-0321-2.

## Auszeichnungen
- 1966: Premio Alfaguara de Novela, für Pascua y naranjas
- 1979: Premio González-Ruano Journalistenpreis für No pongas tus sucias manos sobre Mozart[4]
- 1986: Premio Nadal, für Balada de Caín
- 1994: Premio Francisco Cerecedo erhalten von der Europäischen Journalistenvereinigung in Spanien
- 1999: Premio Alfaguara de Novela, für Son de mar (Der Gesang der Wellen)